# Dorothy Donald
Pour les articles homonymes, voir Donald.
Dorothy Donald est une actrice du muet née en 1907 à Hollywood et décédée à Paris le 3 juin 2008[réf. souhaitée].

## Biographie
Dorothy nait en 1907 à Hollywood d'immigrés français venu chercher du travail en Amérique. Dorothy commença sa carrière d'actrice en 1925. Mais en 1926 ses parents ayant trouvé assez d'argent retournèrent à Paris où elle vécut jusqu'à sa mort.

## Filmographie
- 1926 : Gasoline Cowboy
- 1926 : Eyes of the Desert
- 1926 : The Last Chance : Miss Stubbins
- 1925 : Jus' Travlin : Peggy Rankin
- 1925 : Fangs of Fate : Azalia Bolton
- 1925 : The Flame Fighter : Mary Carney
- 1925 : Desperate Odds